# Iwan Iwanowitsch Katajew

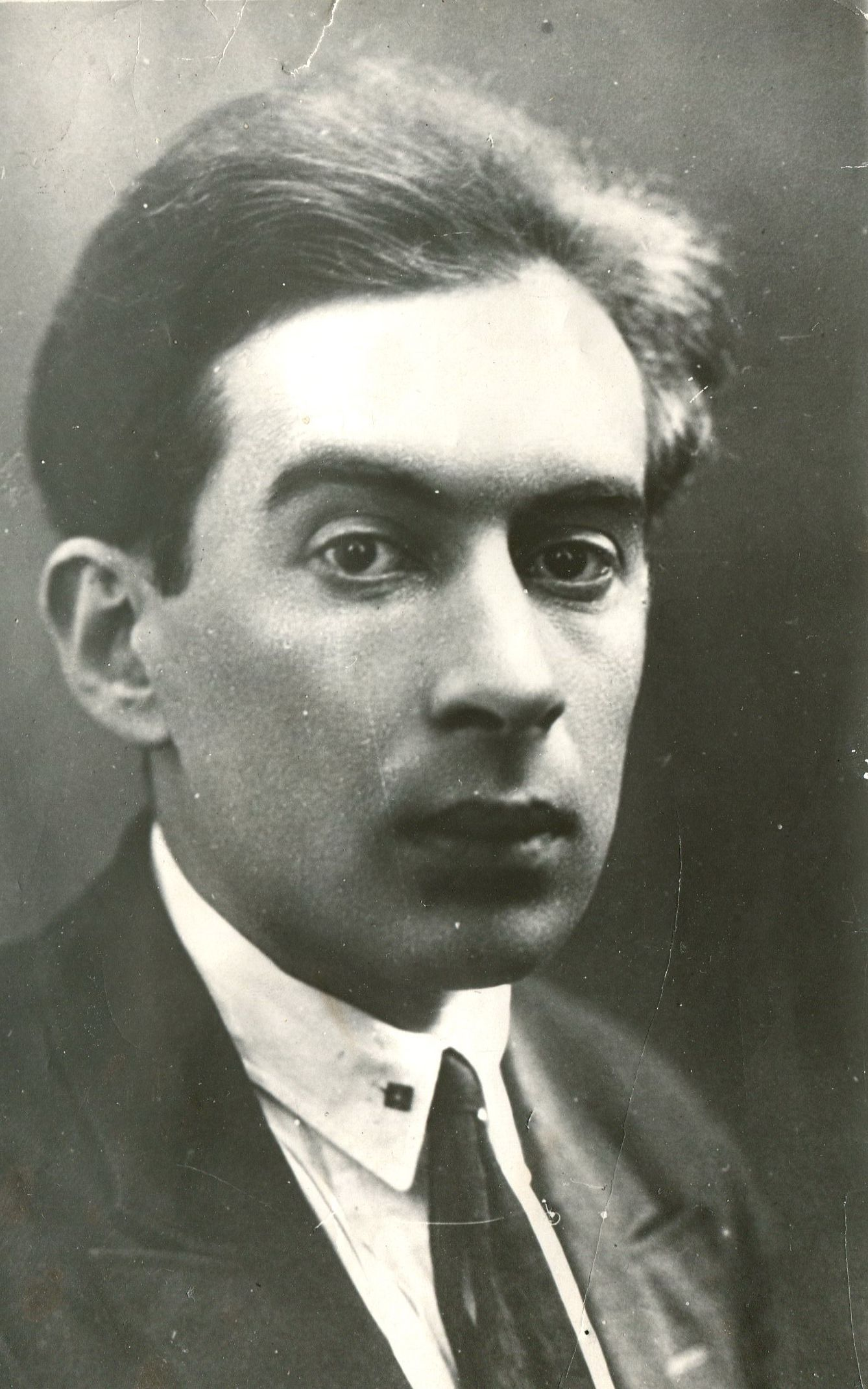
Iwan Katajew (um 1920)

Iwan Iwanowitsch Katajew (russisch Иван Иванович Катаев; * 14. Maijul. / 27. Mai 1902greg. in Moskau; † 19. August 1937 ebenda) war ein russischer Prosaschriftsteller.
Katajew trat 1919 der Kommunistischen Partei bei und wurde Freiwilliger in der Roten Armee. 1923 wurde er Mitglied der RAPP und 1926 der literarischen Gruppe Perewal („Gebirgspass“), der u. a. Alexander Malyschkin, Nikolaj Ognew, Artjom Wessjoly, Andrej Platonow und Michail Prischwin angehörten. Er war Sekretär der kommunistischen Fraktion von Perewal.
Sein bekanntestes Werk Milch befasst sich mit der Kollektivierung. Ab 1934 war er ein führendes Mitglied des Schriftstellerverbandes der UdSSR. 1937 wurde er Opfer der Stalinschen Säuberungen.

## Werke
- Milch. Erzählung, 1930
- Das Herz. Novelle, Zentral-Völker-Verlag: Moskau 1930; deutsch im Verlag Volk und Welt: Berlin 1969 (Spektrum Bd. 16)
- Der Poet. Novelle, 1928; deutsch im Verlag Volk und Welt: Berlin 1969 (Spektrum Bd. 16)
- Unter klaren Sternen, Erzählung, 1937